# Покутско-Буковинские Карпаты
Покутско-Буковинские Карпаты (укр. Покутсько-Буковинські Карпати; пол. Beskidy Pokucko-Bukowińskie) — горы во внешней полосе Украинских Карпат в пределах Ивано-Франковской и Черновицкой областей. Простираются с северо-запада на юго-восток от верховья реки Лючки (бассейн Прута) до границы с Румынией почти на 75 км. Ширина до 25—30 км. С северо-востока прилегают Покутская и Черновицкая возвышенности, с юго-запада — Верховинско-Путильское низкогорье. В рельефе Покутско-Буковинских Карпат выделяют низкогорья (до 800 м) и крутосклонные среднегорья (высотой до 1483 м, гора Ротило). Горы представляют собой систему хребтов (Карматура, Каменистый, Брусный, Сокольский, Шурдин, Томнатик, Чимирна и многие другие), разделённые речными долинами Пистынки, Рыбницы, Черемоша, Сирета и их притоками. Состоят из флиша. Склоны до высоты 600—700 м, покрытые преимущественно буковыми и смешанными лесами, до высоты 1150 м — буково-еловыми лесами, выше — еловые леса и горные луга. Межгорные долины густо заселены, 15-18 % земель распаханы.
В границах Покутско-Буковинских Карпат лежит Национальный природный парк «Гуцульщина» и Вижницкий национальный природный парк, а также Лунковский заказник. В горах немало живописных водопадов (Лужковский, Сыкавка, Шешорский Гук, Яворовский Гук, и др.), а также скал (на хребтах Сокольском, Протятые Камни, Писаный Камень, Камень Багачка, Терношорская Лада). Есть несколько интересных перевалов — Немчич (586 м), Буковецкий (810 м), Шурдин (1173 м), а также перевалы местного значения — Мочерка (970 м), Чимирнар (1000 м), Саде (1077 м).